# Martin Kippenberger
Martin Kippenberger, né le 25 février 1953 à Dortmund et mort le 7 mars 1997 à Vienne, est un peintre, plasticien, performeur, sculpteur et photographe allemand.

## Biographie
Martin Kippenberger a grandi à Essen avec deux sœurs plus âgées et deux plus jeunes, dont Susanne Kippenberger. Le père était directeur d'une houillère, la mère, dermatologue. Kippenberger était un arrière-arrière-petit-fils de Carl Leverkus (1804-1889), homonyme de la ville de Leverkusen, fondée en 1930. En 1968, il abandonne l'école et commence un apprentissage de décorateur qu'il ne peut toutefois pas terminer à cause de l'usage de drogues. De 1972 à 1976, il étudie à la Hochschule für bildende Künste à Hambourg (avec Claus Böhmler, Rudolf Hausner et Franz Erhard Walther). Il a ensuite déménagé à Florence, où il a commencé par la série "Uno di voi, un tedesco à Florence". En 1977, il fait la connaissance de Werner Büttner, Albert et Markus Oehlen. En 1978, le déménagement à Berlin a suivi. Kippenberger et Gisela Capitain fondèrent le "bureau Kippenberger" à Berlin en 1978, où il présenta des expositions de jeunes artistes. Au même moment, il est devenu directeur général de la salle des événements SO36 - à l’époque un lieu de rencontre pour la scène punk. En 1979, le groupe bien connu en 12 parties "Cher peintre, peins-moi", qui a peint un affichiste d'après les modèles photographiques Kippenberger.
En 1980, il s'installe à Paris pour devenir écrivain. En 1981, il participe à l'exposition collective Rundschau Germany. En 1984, il a présenté six œuvres à l'exposition "Deep Glimpses - L'Art des années 80 de la République fédérale d'Allemagne, de la RDA, de l'Autriche et de la Suisse" au musée d'État de Hesse, à Darmstadt, ainsi qu'à l'exposition From here - Deux mois de nouvel art allemand à Düsseldorf , La même année, il rejoint le Lord Jim Loge (dont le fondateur était à côté de Kippenberger, dont Jörg Schlick, Albert Oehlen, Wolfgang Bauer et leur devise: "Personne ne aide nul"). En 1987, les premiers dessins ont été réalisés sur des fournitures d’hôtel. En 1988, il a participé à la Biennale de Venise. En 1989, sa fille Helena Augusta Eleonore est née. La même année, il s'installe à Los Angeles.

## Travaux et projets (sélection)
Kippenberger refuse d’adopter un style spécifique et il aboutit à une œuvre extrêmement prolifique et variée comprenant sculptures, peintures, œuvres sur papier, photographies, installations, estampes, parfois in situ et éphémères, souvent ironiques, provocantes et en partie absurdes. Son travail peut être rattaché à celui des Nouveaux Fauves.

### Martin Bormann Gas Station
Au cours des années 1980, Kippenberger élabore ses œuvres à la suite d'une forte réflexion politique. Lors d'un voyage au Brésil en 1986, Kippenberger achète une station service en bord de mer à Salvador de Bahia et la rebaptise Martin Bormann Gas Station. La station essence, fictivement rebaptisée par Kippenberger, a pour but de donner à Martin Bormann (haut dignitaire nazi et conseiller d’Hitler dont la mort est controversée) une adresse camouflée et la possibilité de travailler pendant son exil potentiel. Pour l’anecdote, les employés devaient répondre aux appels avec la phrase « Station essence Martin Bormann ». Kippenberger fut accusé plus tard par le critique allemand Max Faust d’attitude néo-nazie.
En 1984, il peint Ich kann beim besten Willen kein Hakenkreuz entdecken (« Je ne peux pas découvrir de croix gammée avec la meilleure volonté », 160 × 133 cm).
En forme d’autocritique, il créera en 1989 l’œuvre intitulée Martin, ab in die Ecke und schäm Dich  que l’on peut traduire par « Martin, va au coin et honte à toi », où il se représente sous la forme d’une statue réaliste à l’échelle 1, de dos, face à un coin de mur, mis au piquet, le crâne rempli de mégots de cigarettes.

### Metro-Net

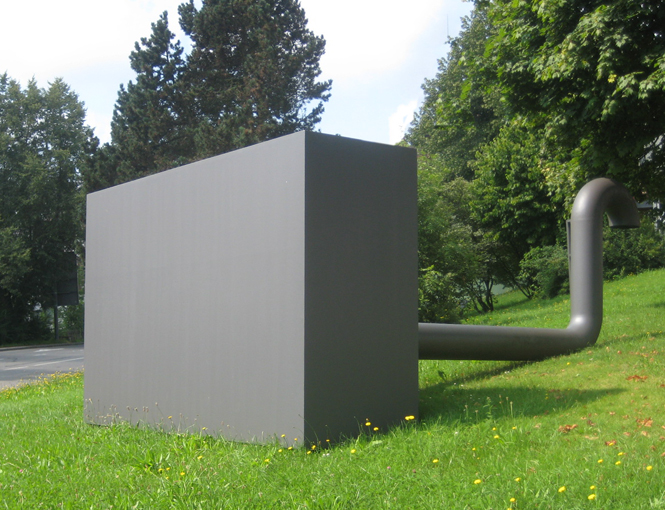
U-Bahn Entlüftung (« Aération de métro »).

Metro-Net : avec ce projet, un système de métro global devrait être établi, se composant seulement des maquettes des entrées et des puits d'aération avec des bruits de métro et des ventilateurs produisant des flux d'air. La première station du Metro-Net de Kippenberger a été ouverte, en 1993, sur l'île grecque de Syros. D'autres sorties ont vu le jour à Dawson City (Canada), pendant la documenta X en 1997 à Cassel et pendant l'exposition « Skulptur.Projekte (en) », à Münster.

## Polémiques et faits divers
Une de ses œuvres, représentant une grenouille crucifiée, a fait scandale à Bolzano, dans le nord de l'Italie, région très catholique, durant l'été 2008. Un élu local est allé jusqu'à faire une grève de la faim pour exiger le départ de l'œuvre, considérée par ses détracteurs comme blasphématoire, pendant que des manifestations pour exiger le respect de la liberté d'expression avaient lieu, des banderoles arborant « Salviamo la rana ! » (« Sauvons la grenouille ! »).
Son œuvre Quand des gouttes d'eau commencent à tomber du plafond, constituée d'une baignoire en caoutchouc placée sous des planches en bois empilées et d'apparence crasseuse, a été détruite au musée de Dortmund, le 21 octobre 2011, par une femme de ménage qui l'a « nettoyée ».

## Expositions et collections

### Expositions (sélection)
En 1997, le MAMCO de Genève a organisé la première rétrospective du travail de Martin Kippenberger. Ce fut la dernière exposition du vivant de l'artiste, décédé quelques semaines après le vernissage. La Tate Modern a organisé en 2006 une nouvelle rétrospective sur le travail de Martin Kippenberger. Un choix de son abondante création était présenté au musée de Londres, entre autres Selbstportraits (« Autoportraits », 1988) et de nombreux dessins de la série des papiers à lettre d'hôtel. L'exposition a ensuite été montrée à Düsseldorf.
- 31 janvier 1997 - 25 mai 1997 : « Respektive 1997–1976, Rétrospective », Genève, musée d'Art moderne et contemporain.
- 12 février 1999 - 25 avril 1999 : « Selbstbildnisse, The Happy End Of Franz Kafka's Amerika, Sozialkistentransport, Laternen etc. », Hambourg, Deichtorhallen.
- 5 mars 2005 - 30 avril 2005 : « Self Portraits », New York, Luhring Augustine (en).
- 8 mai 2005 - 23 avril 2005 : New York, Gagosian Gallery Madison.
- 8 février 2006 - 14 mai 2006 : Londres, Tate Modern.
- 26 mai 2006 - 27 août 2006 : Martin Kippenberger / Dieter Roth, Londres, Hauser & Wirth.
- 10 juin 2006 - 10 septembre 2006 : Düsseldorf, Kunstsammlung (K21).
- 29 septembre 2006 - 21 janvier 2007 : Francfort, Das Städel.
- 15 octobre 2006 - 1er janvier 2007 : « Eye on Europe - Prints, Books & Multiples, 1960 to Now », New York, Museum of Modern Art.
- 23 février 2013 - 18 août 2013 : «sehr gut | very good», Hamburger Bahnhof, Berlin[5]

### Collections publiques

#### Allemagne
- Düsseldorf, K21 Kunstsammlung Nordrhein-Westfalen - im Maison des États
- Francfort-sur-le-Main, Städelsches Kunstinstitut und Städtische Galerie
- Centre d'art et de technologie des médias de Karlsruhe
- Cologne, musée Ludwig
- Mönchengladbach, Museum Abteiberg
- Sammlung Falckenberg (de)

#### Autriche
- Graz, Neue Galerie Graz am Landesmuseum Joanneum
- Klosterneuburg, Sammlung Essl - Kunsthaus
- Vienne, Volpinum Kunstsammlung

#### Belgique
- Anvers, MuHKA Museum voor Hedendaagse Kunst Antwerpen
- Gand, S.M.A.K. - Stedelijk Museum voor Actuele Kunst

#### Danemark
- Roskilde, Museet for Samtidskunst

#### Espagne
- Barcelone, Museu d´Art Contemporani de Barcelona - MACBA
- Las Palmas de Gran Canaria, Centro Atlántico de Arte Moderno (CAAM)
- Valladolid, Patio Herreriano - Museo de Arte Contemporáneo Español

#### France
- Amiens, FRAC Picardie
- Paris, Pinault collection
- Paris, Centre Pompidou

#### Italie
- Trevi Flash Art Museum Of Contemporary Art

#### Norvège
- Oslo, Musée d'art contemporain Astrup Fearnley

#### Suisse
- Genève, Musée d'art moderne et contemporain
- Zürich, Migros Museum für Gegenwartskunst[6]

#### Royaume-Uni
- Londres, Saatchi Gallery
- Londres, Tate Britain
- Londres, Tate Modern

#### États-Unis
- Musée d'art contemporain de Los Angeles
- New York, Museum of Modern Art
- San Francisco Museum of Modern Art
- Washington DC, Hirshhorn Museum and Sculpture Garden

## Récompense
- 1996 : Prix Käthe-Kollwitz[7], Berlin, Allemagne.

### Biblio-filmographie
- (de) Sören Fischer, Martin Kippenberger, « Ohne Titel (Selbstbildnis) », dans Meisterwerke des Kupferstich-Kabinetts, Dresden, Staatliche Kunstsammlungen Dresden, 2013, p. 172.
- (de) Manfred Hermes, Martin Kippenberger, Cologne, DuMont, 20 janvier 2005, 183 p. (ISBN 978-3-8321-7579-5 et 978-3-8321-7541-2, OCLC 63048651).
- Martin Kippenberger, Kippenberger Sans Peine (Conversations) [« Kippenberger leicht gemacht mit Erkennungsphotos »], Genève, Musée d'art moderne et contemporain, coll. « Écrit d'artiste », 1997 (ISBN 978-2-9401-5903-1 et 2940159033, OCLC 715814554)
- (de) Kippenberger - Der Film ; Allemagne/Autriche 2005 ; réalisation : Jörg Kobel